# Artocarpus treculianus

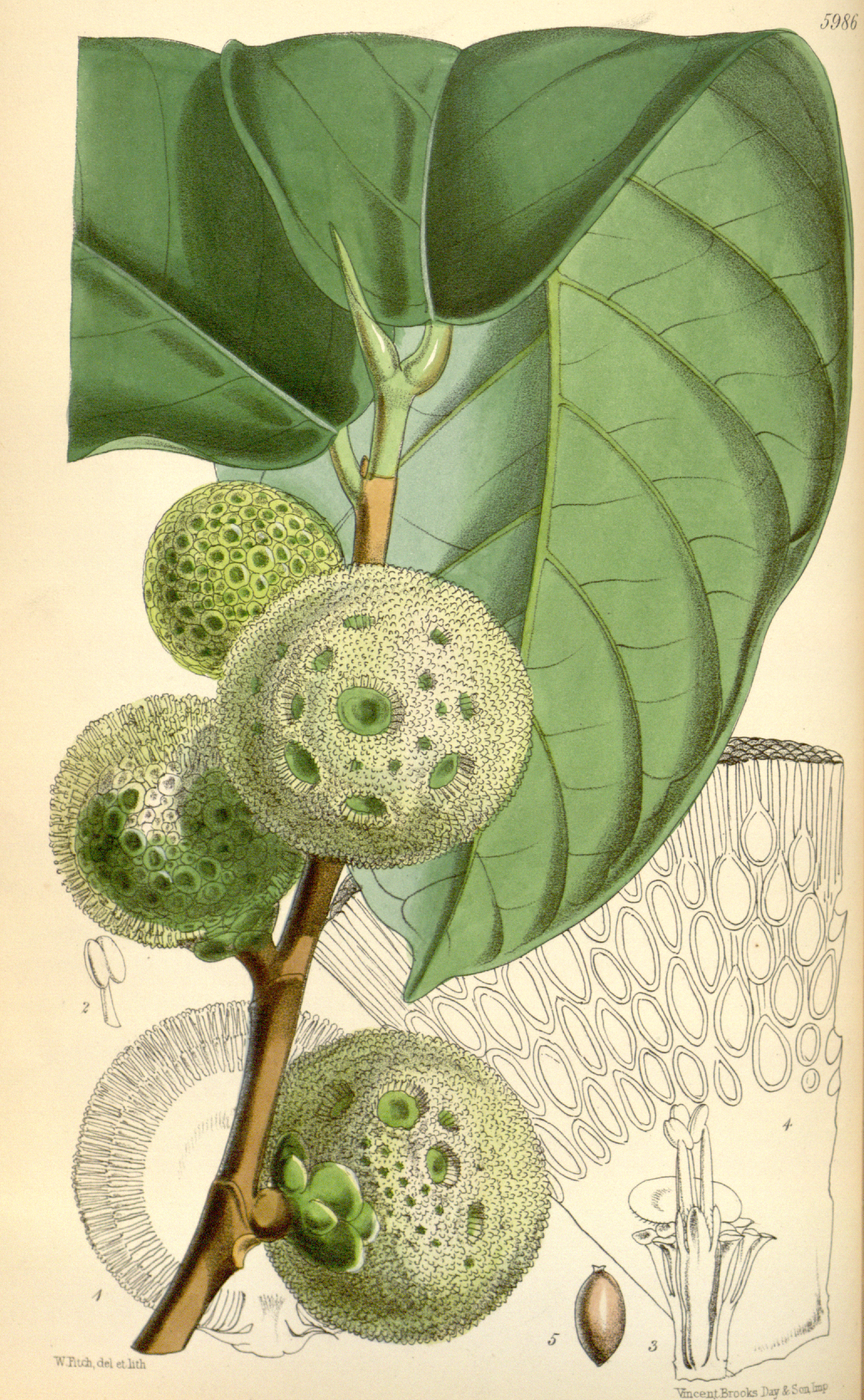
A.treculianus fruit.

Artocarpus treculianus là một loài thực vật thuộc họ Moraceae. Đây là loài đặc hữu của Philippines. Chúng hiện đang bị đe dọa vì mất môi trường sống.